# Klodiana Shala
Klodiana Shala (ur. 22 sierpnia 1979 w Tiranie) – albańska lekkoatletka, sprinterka w biegach na 200 i 400 metrów (również przez płotki). Trzykrotna uczestniczka letnich Igrzysk Olimpijskich (2000, 2004, 2008). Na igrzyskach w Atenach pełniła funkcję chorążego reprezentacji.
Na 15. Igrzyskach Śródziemnomorskich zdobyła brązowy medal w biegu na 400 metrów (53,23 sek.).
Medalistka mistrzostw krajów bałkańskich.
Reprezentantka Albanii w zawodach Pucharu Europy (indywidualne zwycięstwa na różnych dystansach podczas zawodów II ligi).
Wystąpiła w albańskiej edycji Tańca z gwiazdami, wraz z Elvisem Nallbanim.

## Rekordy życiowe[5]
- bieg na 100 metrów – 11,67 (2006) rekord Albanii[6]
- bieg na 200 metrów – 23,27? (2012)[7] / 23,55 (2006)[8] rekord Albanii
- bieg na 400 metrów – 52,86 (2006) rekord Albanii[8]
- bieg na 400 metrów przez płotki – 56,48 sek. (2005) rekord Albanii[9][10]
- bieg na 200 metrów (hala) – 25,29 (2001) rekord Albanii[11]
- bieg na 400 metrów (hala) – 53,34 (2005) rekord Albanii[12]